# Mamta Rani
Mamta Rani (ur. 2 lipca 1994) – indyjska zapaśniczka walcząca w stylu wolnym. Mistrzyni Igrzysk Azji Południowej w 2016. Trzecia na MŚ juniorów w 2014. Mistrzyni Azji kadetów w 2011 roku.